# Heliconia imbricata
Heliconia imbricata är en enhjärtbladig växtart som först beskrevs av Carl Ernst Otto Kuntze, och fick sitt nu gällande namn av John Gilbert Baker. Heliconia imbricata ingår i släktet Heliconia och familjen Heliconiaceae. Inga underarter finns listade.

## Bildgalleri

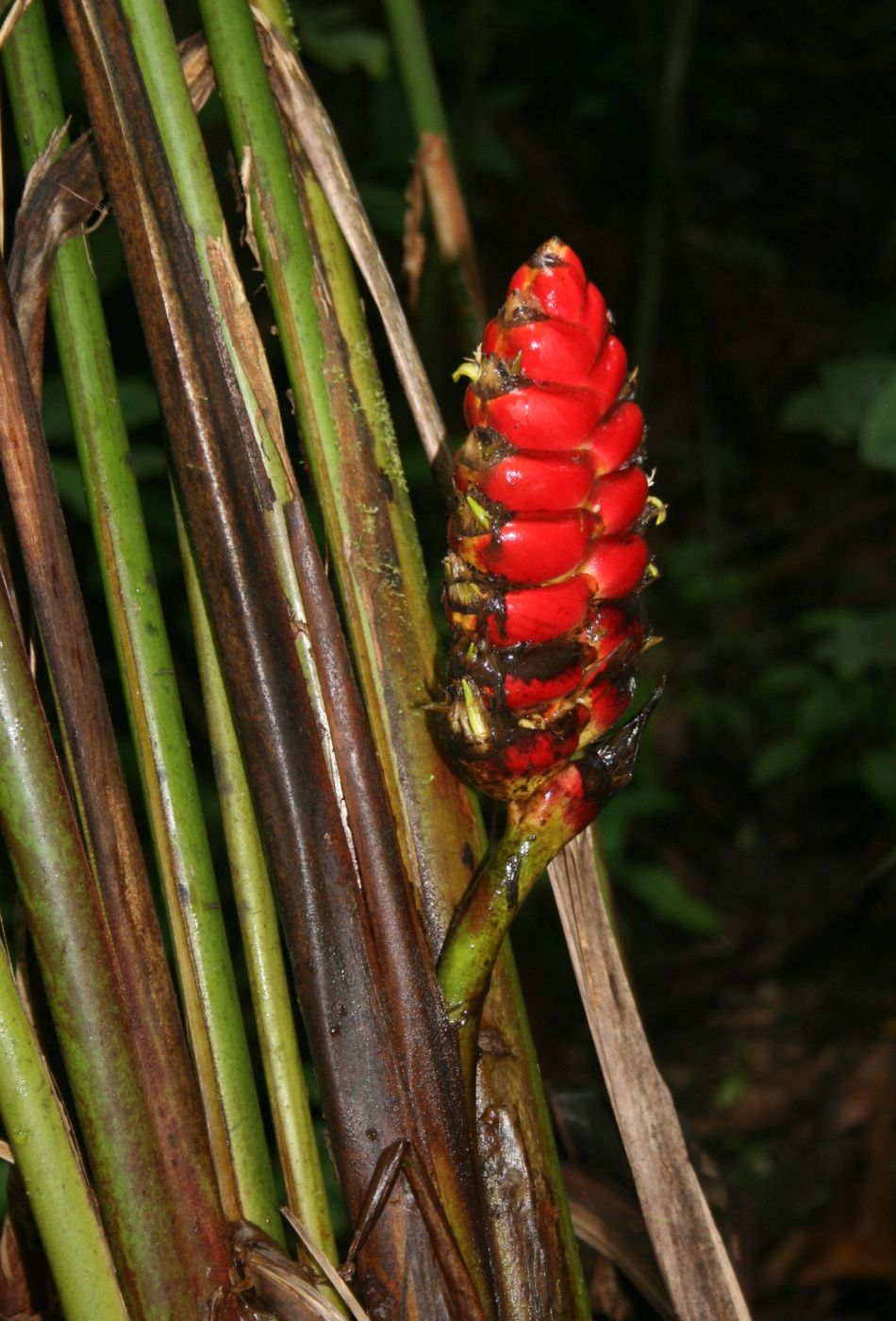
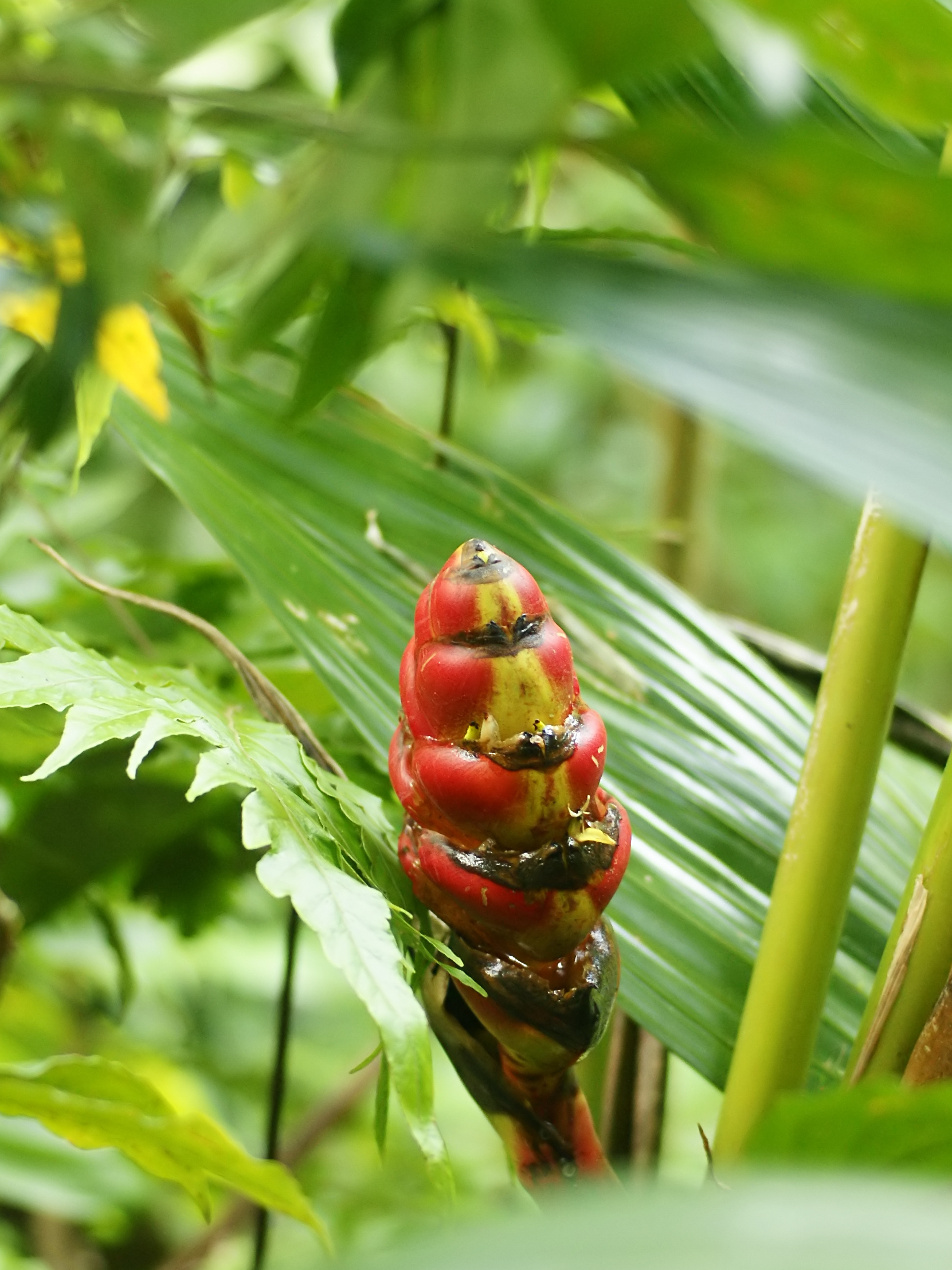